# Нана (митология)
Нана (на старогръцки: Νάνα, Nana) в древногръцката митология и фригийската митология е речна нимфа, дъщеря на речния бог Сангарий (локализирана река в Мала Азия, Турция) и майка на Атис, синът на Агдистис, родила го от семката на бадемово дърво.
Нана забременява, когато яде от бадемовото дърво, създадено от кръвта на двойнополовото същество Агдистис след неговото обезмъжаване. Нейният баща я затваря от срам, за да умре от глад. Голямата майка Кибела я поддържа жива и я снабдява с плодове и божествена храна, докато роди Атис, който е изхвърлен след раждането му от Сангарий и е отгледан е от козел с козе мляко.
Според унгарския учен Карл (Карол) Керений, Нана е също друго име на Голямата Майка Кибела, която сама се оплодява.
Нана има известно сходство и с Даная, която също е затворена от баща си и забременява от Зевс.